# Ruschianthemum gigas
Ruschianthemum es un género monotípico de planta suculenta perteneciente a la familia Aizoaceae. Su única especie: Ruschianthemum gigas (Dinter) Friedrich, es originaria de Sudáfrica.

## Descripción
Es una  planta suculenta perennifolia, con una tamaño de 4 a 6 cm de altura. Se encuentra a una altitud de  150 - 600 metros en Sudáfrica y Namibia.

## Taxonomía
El género fue descrito por (Dinter) Friedrich, y publicado en Mitteilungen der Botanischen Staatssammlung München 3: 564. 1960.
Sinonimia
- Stoeberia gigas (Dinter) Dinter & Schwantes
- Mesembryanthemum gigas Dinter (1923) basónimo[3]